# Soiuz T-6
Soiuz T-6 va ser un vol espacial tripulat de la Unió Soviètica en 1982 a l'estació espacial Saliut 7 en òrbita terrestre. Amb dos russos a bord, la tripulació comptava també amb un francès, Jean-Loup Chrétien.

## Tripulació
| Posició                   | Tripulació                                              | Tripulació                                              |
| ------------------------- | ------------------------------------------------------- | ------------------------------------------------------- |
| Comandant                 | Vladímir Djanibékov Tercer vol espacial Unió Soviètica  | Vladímir Djanibékov Tercer vol espacial Unió Soviètica  |
| Enginyer de vol           | Aleksandr Ivantxénkov Segon vol espacial Unió Soviètica | Aleksandr Ivantxénkov Segon vol espacial Unió Soviètica |
| Cosmonauta d'investigació | Jean-Loup Chrétien Primer vol espacial France           | Jean-Loup Chrétien Primer vol espacial France           |

### Tripulació de reserva
| Posició                   | Tripulació                       | Tripulació                       |
| ------------------------- | -------------------------------- | -------------------------------- |
| Comandant                 | Leonid Kizim Unió Soviètica      | Leonid Kizim Unió Soviètica      |
| Enginyer de vol           | Vladímir Soloviov Unió Soviètica | Vladímir Soloviov Unió Soviètica |
| Cosmonauta d'investigació | Patrick Baudry France            | Patrick Baudry France            |

## Paràmetres de la missió
- Massa: 6850 kg
- Perigeu: 189 km
- Apogeu: 233 km
- Inclinació: 51,7°
- Període: 88,7 minuts